# Quazi

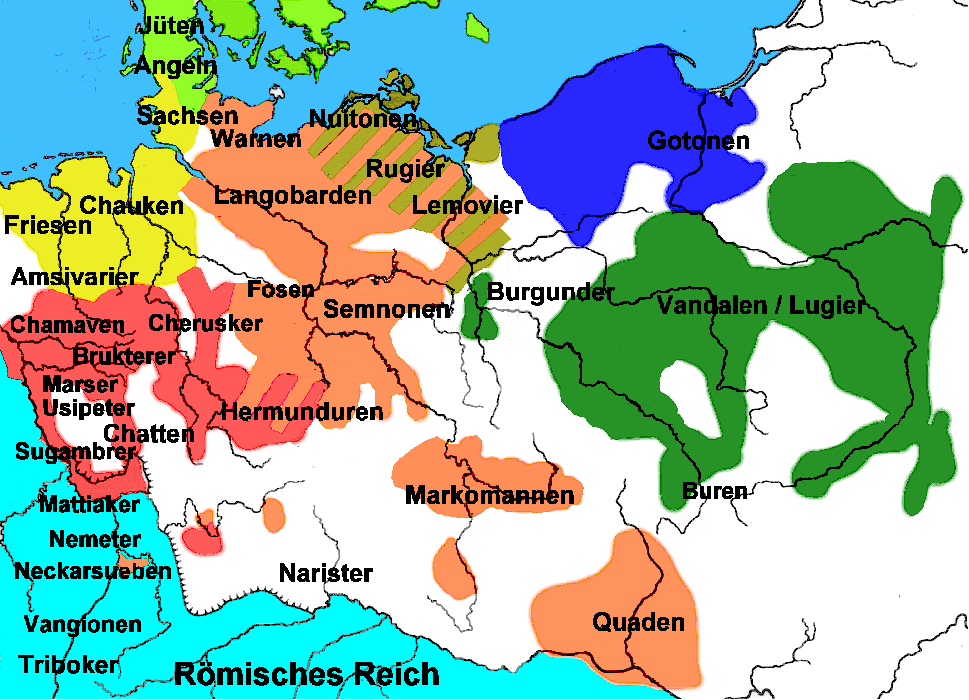
Regiunea oranj corespunde răspândirii triburilor suebilor în secolul I d.Hr. Teritoriul quazilor este situat în josul imaginii

Quazi este denumirea dată membrilor unui trib germanic, care la începutul secolului I d.Hr. s-a stabilit în Moravia.
Aceștia, împreună cu marcomanii, sarmații și alte triburi, au purtat războaie împotriva Imperiului Roman în timpul împăratului Marc Aureliu (161 - 180).